# Ślepiec stepowy
Ślepiec stepowy (Spalax microphthalmus), ślepiec – gatunek ssaka z podrodziny ślepców (Spalacinae) w obrębie rodziny ślepcowatych (Spalacidae).

## Zasięg występowania
Ślepiec stepowy występuje we wschodniej Europie zamieszkując w zależności od podgatunku:
- S. microphthalmus microphthalmus – wschodnia Ukraina i południowo-zachodnia Rosja.
- S. microphthalmus typhlus – Kaukaz Północny w Rosji bezpośrednio na wschód od Morza Azowskiego.

## Taksonomia
Gatunek po raz pierwszy zgodnie z zasadami nazewnictwa binominalnego opisał w 1770 roku niemiecki przyrodnik Johann Anton Güldenstädt nadając mu nazwę Spalax microphthalmus. Holotyp pochodził z nowochoperskich stepów, w obwodzie woroneskim, w Rosji.
Wszyscy członkowie rodzaju Spalax byli traktowani przez wcześniejsze ujęcia systematyczne jako synonimy lub podgatunki S. microphthalmus. Podgatunki są tymczasowo uznawane w oczekiwaniu na dodatkowe badania. Autorzy Illustrated Checklist of the Mammals of the World rozpoznają dwa podgatunków.

### Etymologia
- Spalax: gr. σπαλαξ spalax, σπαλακος spalakos „kret”[12].
- microphthalmus: gr. μικρος mikros „mały”[13]; οφθαλμος ophthalmos „oko”[14].
- typhlus: gr. τυφλος tuphlos „ślepy”[15].

## Nazwa zwyczajowa
W polskiej literaturze zoologicznej dla oznaczenia gatunku używana była nazwa zwyczajowa „ślepiec”, lecz w wydanej w 2015 roku przez Muzeum i Instytut Zoologii Polskiej Akademii Nauk publikacji „Polskie nazewnictwo ssaków świata” gatunkowi przypisano oznaczenie ślepiec stepowy, rezerwując nazwę ślepiec dla rodzaju Spalax.

## Morfologia
Długość ciała (bez ogona) 190–315 mm, brak widocznego zewnętrznego ogona; masa ciała 120–818 g. Ma walcowate ciało pokryte krótką, miękką, szaro–żółtą sierścią. Szczątkowe oczy są całkowicie ukryte pod skórą. Mocna i szeroka głowa jest głównym narzędziem do rycia korytarzy.

## Tryb życia
Prowadzi podziemny, nocny tryb życia. Zamieszkuje tereny stepowe, unika lasów. Stale przebywa pod ziemią w norach. Żywi się podziemnymi częściami roślin. Czasem żyje na polach, niszcząc rośliny uprawne.